# 빨강오징어아과
빨강오징어아과(Ommastrephinae)는 빨강오징어과에 속하는 오징어 아과의 하나이다. 6개 속으로 이루어져 있다.

## 하위 속
- 아메리카대왕오징어속 (Dosidicus)
  - 아메리카대왕오징어 (D. gigas) (d’Orbigny, 1835)
- 줄무늬오징어속 (Eucleoteuthis)
  - 줄무늬오징어 (E. luminosa) (Sasaki, 1915)
- 유리오징어속 (Hyaloteuthis)
  - 유리오징어 (H. pelagica) (Bosc, 1802)
- 빨강오징어속 (Ommastrephes)
  - 빨강오징어 (O. bartramii) (Lesueur, 1821)
  - O. insignis Gould, 1852 (nomen dubium)
- 새오징어속 (Ornithoteuthis) Okada, 1927
  - 대서양새오징어 (O. antillarum) Adam, 1957
  - 빛새오징어 (O. volatilis) Sasaki, 1915
- 남방살오징어속 (Sthenoteuthis)
  - 남방살오징어 또는 보라등날오징어 (S. oualaniensis) (Lesson, 1830)
  - 오렌지점빨강오징어 (S. pteropus) (Steenstrup, 1855)